# Fachinformationssystem Geophysik
Das deutschlandweite Fachinformationssystem Geophysik (FIS-Geophysik, FIS-GP) des Leibniz-Instituts für Angewandte Geophysik (LIAG) dient der Speicherung und Bereitstellung von Mess- und Auswertungsdaten (sowie den zugehörigen Metadaten) verschiedener geophysikalischer Methoden. Außer Daten des LIAG sind im FIS-Geophysik auch Daten von Partnerinstitutionen (Firmen, Behörden, Hochschul- und Forschungsinstitute) gespeichert. Neben einer formularbasierten Recherche werden die geophysikalischen Daten über eine Kartenanwendung bereitgestellt. Das Web-Portal ist frei über das Internet zu erreichen und wird ständig aktuell gehalten.

## Geschichte
Unter Federführung des ehemaligen Instituts für Geowissenschaftliche Gemeinschaftsaufgaben (GGA), heute LIAG, führte eine Arbeitsgruppe der Staatlichen Geologischen Dienste Deutschlands (SGD) Mitte der 90er-Jahre eine Bedarfs- und Verfügbarkeitsanalyse für geophysikalische Daten verschiedener Methoden durch. Diese Analyse attestierte einen signifikanten Bedarf bei damals nur eingeschränkter digitaler Verfügbarkeit, d. h. einen erheblichen Handlungsbedarf bezgl. der Speicherung und Vorhaltung dieser Daten.
Im GGA-Institut wurde beim Aufbau des Fachinformationssystems Geophysik aufgrund der Datenlage das Hauptaugenmerk zunächst auf die Bohrlochgeophysik, die Potentialmethoden und die Temperaturmessungen des Untergrunds gelegt. Zur Datenhaltung wurde eine Datenbankstruktur entwickelt und implementiert. Seit 1998 erfolgt die Digitalisierung, Homogenisierung und der Import der damals vorhandenen und neu hinzukommenden Daten in die Datenbank. Angestrebt wurde bzw. wird der Aufbau deutschlandweit möglichst flächendeckender Datenbestände. Aussichtsreich sind hier besonders die Methoden Magnetik, Gravimetrie, Untergrundtemperaturen und Aerogeophysik. 
Neben einer grafischen Benutzeroberfläche für die interne Datenverwaltung wurde auch ein Web-Portal zum Recherchieren von Daten für die geophysikalische Community entwickelt und 2002 freigeschaltet.  
Seitdem wird das FIS-Geophysik in Zusammenarbeit mit Partnerinstitutionen, vor allem der Bundesanstalt für Geowissenschaften und Rohstoffe (BGR) und dem Landesamt für Bergbau, Energie und Geologie Niedersachsen (LBEG), weiterentwickelt und funktional sowie inhaltlich gepflegt. Insbesondere wurde es um weitere Methoden Geoelektrik, Aerogeophysik, Petrophysik und luftgestützte Transienten-Elektromagnetik = SkyTEM erweitert.
Das LIAG war von 2006 bis 2008 unter Einbringung des FIS-Geophysik am EU-Projekt GEOMIND (Geophysical Multilingual Internet-Driven Information Service) beteiligt. Im Rahmen dieses Projekts wurde ein europäisches Geodatenportal aufgebaut, über das die Inhalte nationaler geophysikalischer Informationssysteme länderübergreifend erreichbar sind.

## Architektur/Aufbau

Kartenanwendung im FIS-Geophysik

Die IT-Architektur des Gesamtsystems besteht aus einer grafischen Benutzeroberfläche für die Datenverwaltung, einem Web-Portal mit formularbasierter Recherche und Kartenanwendung und einer Datenbank, wobei diese in einen allgemeinen Teil (Überbau) mit Infrastruktur- und Metadaten aller Methoden sowie in mehrere Subsysteme (Bohrlochgeophysik, Geoelektrik, Gravimetrie, Magnetik, Temperaturmessungen des mittleren und tiefen Untergrunds, Seismik, Vertical Seismic Profiling = VSP, Aerogeophysik, Petrophysik und terrestrische bzw. luftgestützte Transienten-Elektromagnetik = TEM bzw. SkyTEM) mit deren Mess- und Auswertungsdaten untergliedert ist.

Formularbasierte Suche im FIS-Geophysik

Das Web-Portal des FIS-Geophysik besteht aus den Komponenten FIS-GP-Search und FIS-GP-Viewer. Mit FIS-GP-Search steht eine Menü- und Formularoberfläche zur/zum attributorientierten Recherche, Drucken, Visualisieren, Download, Datenanalyse u .a. zur Verfügung. FIS-GP-Viewer bietet ähnliche Möglichkeiten, jedoch erfolgt die Recherche hier kartenorientiert mit wählbaren Kartenhintergründen und geographischen Referenzsystemen.

## Datenbestand
| Subsystem                   | Daten                                                                                   |
| --------------------------- | --------------------------------------------------------------------------------------- |
| Bohrlochgeophysik           | 2,114 Mess-Logs aus 536 Bohrungen und 607 Composite Logs aus 607 Bohrungen              |
| 1D-Geoelektrik              | 21,591 Schlumberger-Sondierungen (max. 15 km Auslage) und 5,092 Auswertungen            |
| 2D-Geoelektrik              | 61 Profile und 30 Auswertungen                                                          |
| Gravimetrie                 | 355,989 Schweremessungen                                                                |
| Magnetik                    | 1,344,295 Messpunkte (überwiegend aus der Aeromagnetik)                                 |
| Untergrundtemperaturen      | 66,591 Untergrundtemperaturen aus 11,273 Bohrungen (bis zu 9.100 m Tiefe)               |
| 2D-Seismik                  | 139 seismische Profile und 300 Auswertungen                                             |
| 3D-Seismik                  | 1 seismische Messung                                                                    |
| Vertikal seismische Profile | 19 VSP-Messungen und 51 Auswertungen                                                    |
| Aerogeophysik               | 18 Messgebiete mit 1,773 Fluglinien und 917,308 Messpunkten (Methoden HEM, HMG und HRD) |
| Petrophysik                 | 8,601 Messungen an 2,009 Proben aus 165 Bohrungen                                       |
| Transienten-Elektromagnetik | 3 Kampagnen mit 56 Messungen und 112 Auswertungen                                       |
| SkyTEM                      | 6 Gebiete mit 909 Profilen, 175,210 Punkten und 1,898 Auswertungen                      |

Stand April 2020
Erwähnenswert ist, dass das Subsystem Untergrundtemperaturen eine einzigartige Sammlung von gemessenen und korrigierten Temperaturdaten in Deutschland darstellt. Dieses Subsystem ist eine wichtige Datenquelle für das ebenfalls vom LIAG betriebene Geothermische Informationssystem Deutschland (GeotIS).

## Datenzugang
Eine integrierte Rechteverwaltung erlaubt einen differenzierten Zugang für die geophysikalische Community unter Berücksichtigung der Datenvertraulichkeit. Es besteht die Möglichkeit, sich persönlich als Anwender zu registrieren oder ein Gast-Konto zu nutzen. Beim Anmelden über das Gast-Konto werden sensitive Informationen (insbesondere Messwerte) geschützter Datenobjekte ausgeblendet. Die Vergabe von Rechten erfolgt auf Grundlage der Institution, welcher der Anwender angehört oder aufgrund individueller Kooperationen, z. B. Master- und Doktorarbeiten.

## Funktionalitäten
- Methodenspezifische Suche nach geophysikalischen Messdaten
- Geografische Suche nach geophysikalischen Messdaten
- Kartendarstellung von geologischen Schichten im Untergrund
- Kartendarstellung der Bougueranomalien[4] in Deutschland
- Kartendarstellung der Untergrundtemperaturmodelle in Deutschland[5]
- Export von 2-D Grids
- in andere Geoportale integrierbare Webdienste (Map- und Feature-Services) für alle Subsysteme
- Excel-basiertes Erfassungsprogramm für die Aufnahme und Strukturierung von externen petrophysikalischen Daten, auch durch externe Datenzulieferer
- Bereitstellung von Diagrammen und XML-Schemas aller Subsysteme
- Koordinatentransformationsprogramm